# Castel Ritaldi
Castel Ritaldi ist eine italienische Gemeinde mit 3043 Einwohnern (Stand 31. Dezember 2023) in der Provinz Perugia in der Region Umbrien.

## Geografie

Die Lage von Castel Ritaldi in der Provinz Perugia

Die Gemeinde erstreckt sich über rund 23 km². Die Gemeinde liegt etwa 40 km südöstlich der Provinz- und Regionalhauptstadt Perugia in der klimatischen Einordnung italienischer Gemeinden in der Zone E, 2109 GR/G und ist Teil der Gemeinschaft Città dell’Olio. Italiens Hauptstadt Rom liegt ca. 100 km südlich. Die Kirchen des Ortes liegen im Erzbistum Spoleto-Norcia.
Zu den Ortsteilen (Frazioni) gehören
- Bruna (242 m über dem Meeresspiegel, ca. 1000 Einwohner, liegt ca. 1,2 km östlich vom Hauptort)
- Castel San Giovanni (225 m, ca. 260 Einwohner, liegt ca. 3,2 km nordöstlich vom Hauptort)
- Colle del Marchese (466 m, ca. 120 Einwohner, liegt ca. 3,6 km westlich vom Hauptort)
- Mercatello (242 m, ca. 160 Einwohner, liegt ca. 1,5 km nördlich vom Hauptort) und
- Torregrosso (319 m, ca. 85 Einwohner, liegt ca. 1,5 km nordwestlich vom Hauptort)

Die Nachbargemeinden sind Giano dell’Umbria, Montefalco, Spoleto und Trevi.

## Geschichte
Am Ende des 12. Jahrhunderts war der Ort Hauptort der historischen Landschaft der Normannia, ein Gebiet am nördlichen Rande der Gebirgskette Monti Martani. Am Anfang des 13. Jahrhunderts gelangte der Ort und die Gegend unter die Herrschaft der Kurie, die hier über einen Vikar herrschten. Unter dem Kardinal Capocci ging die Herrschaft über Castel Ritaldi 1247 an Spoleto über. Besetzt wurde der Ort 1318 von Ghibellinen , die von Federico I da Montefeltro angeführt wurden. Die Wehrmauern entstanden 1360 unter Gil Álvarez Carrillo de Albornoz. Zur Zeit der römischen Republik war der Ort als Comune geführt.

## Sehenswürdigkeiten
- Santa Marina, Kirche im Ortskern aus dem Jahr 1321, die der Burg anliegt.[6]
- San Nicola, Kirche kurz außerhalb der Burg. Sie entstand im 15. Jahrhundert und hat ein Portal von 1486 mit der Inschrift Hoc opus fieri fecit Franciscus Baracti.[7]
- San Gregorio, Pieve etwa 1 km nordwestlich der Burg. Erstmals erwähnt wurde sie 1066.[8]
- Madonna della Bruna, Sanktuarium im Ortsteil Bruna nahe des Flusses Tatarena. Es entstand ab 1510 durch Nicolò di Giorgio da Como und wurde 1576 konsekriert. Die Fresken der Apsis stammen von Pier Matteo Piergili.[9]

## Bilder

Bilder von Colle del Marchese
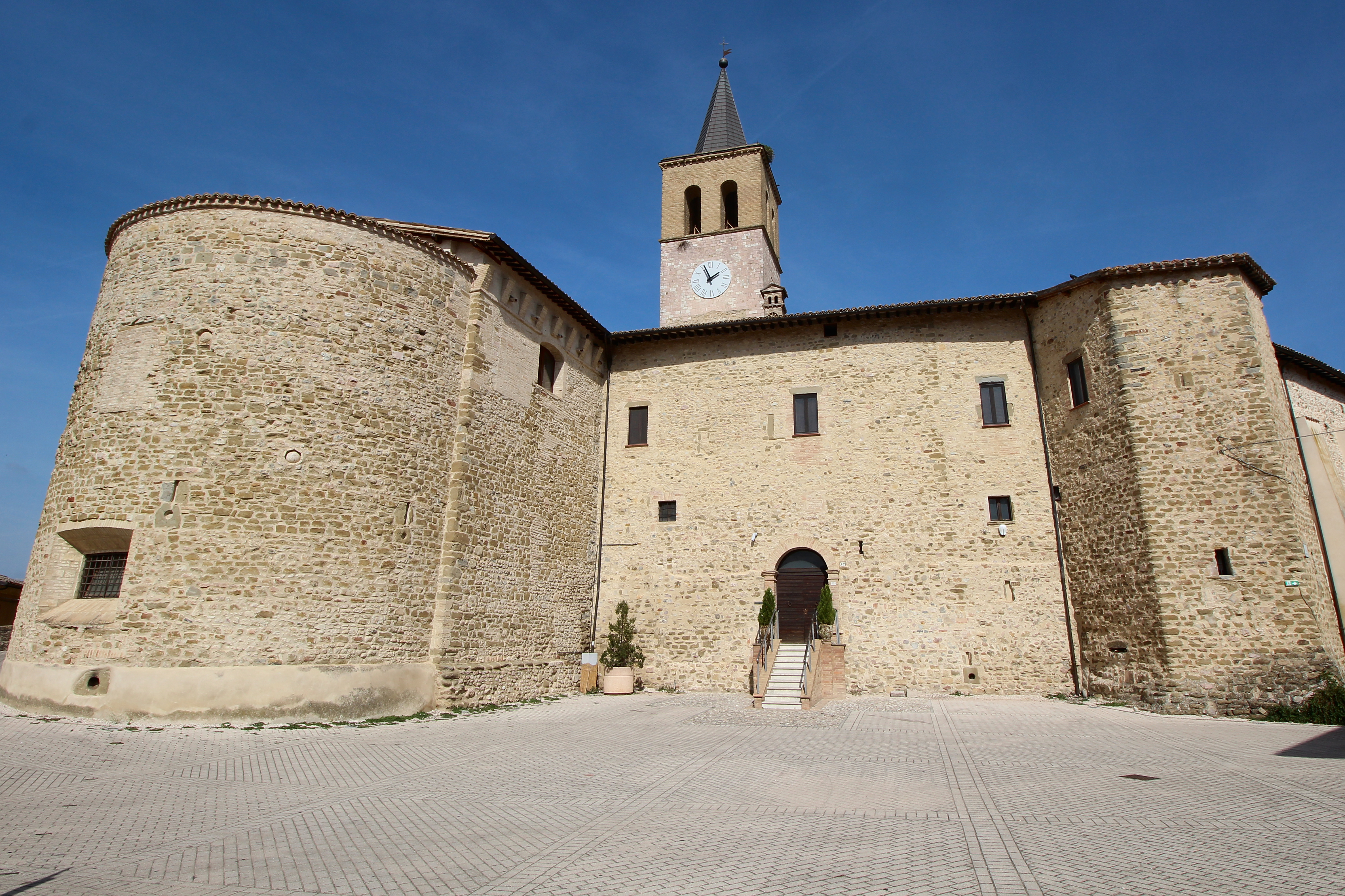
Die Burg von Castel Ritaldi
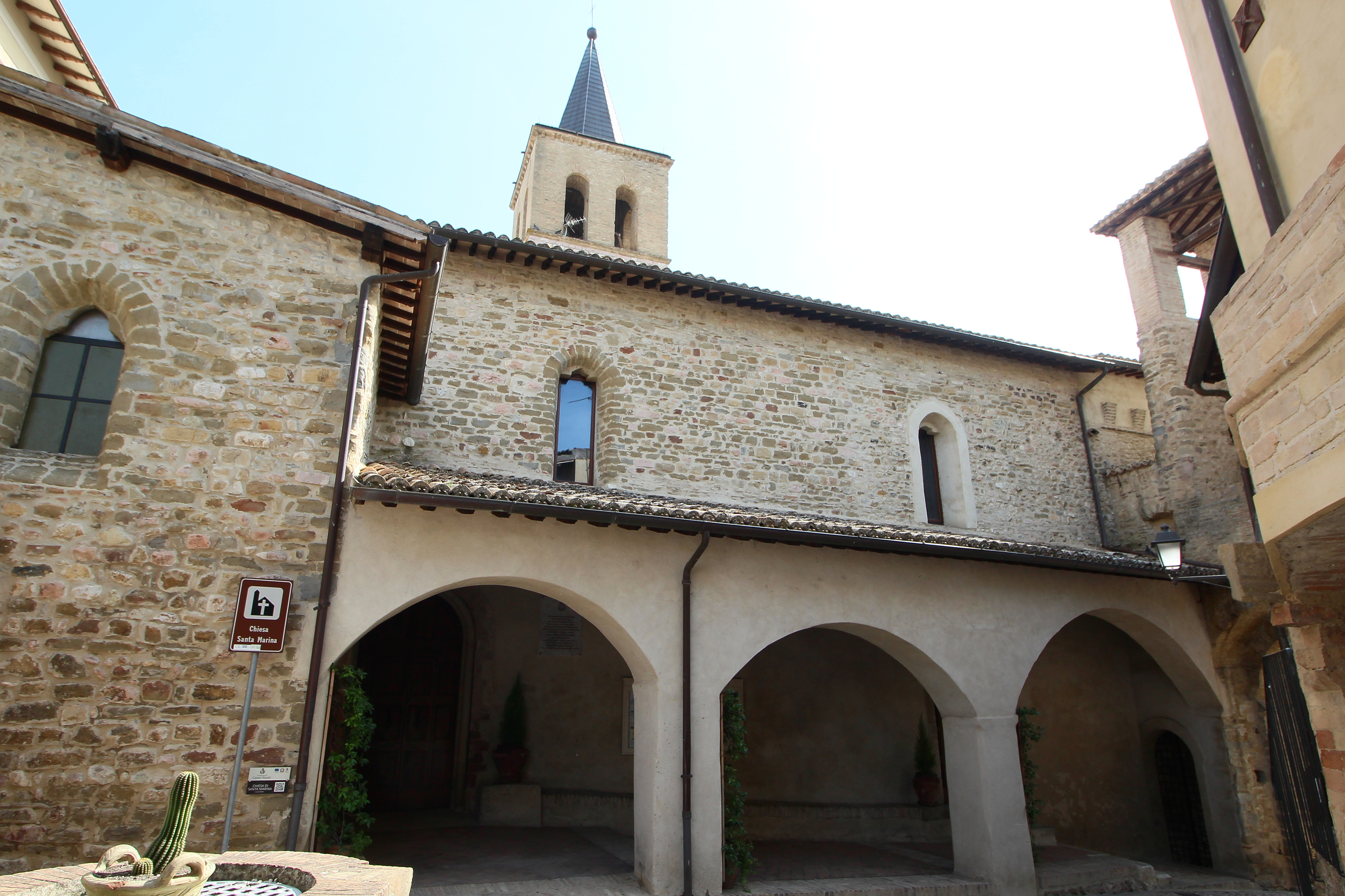
Die Kirche Santa Marinaim Ortskern
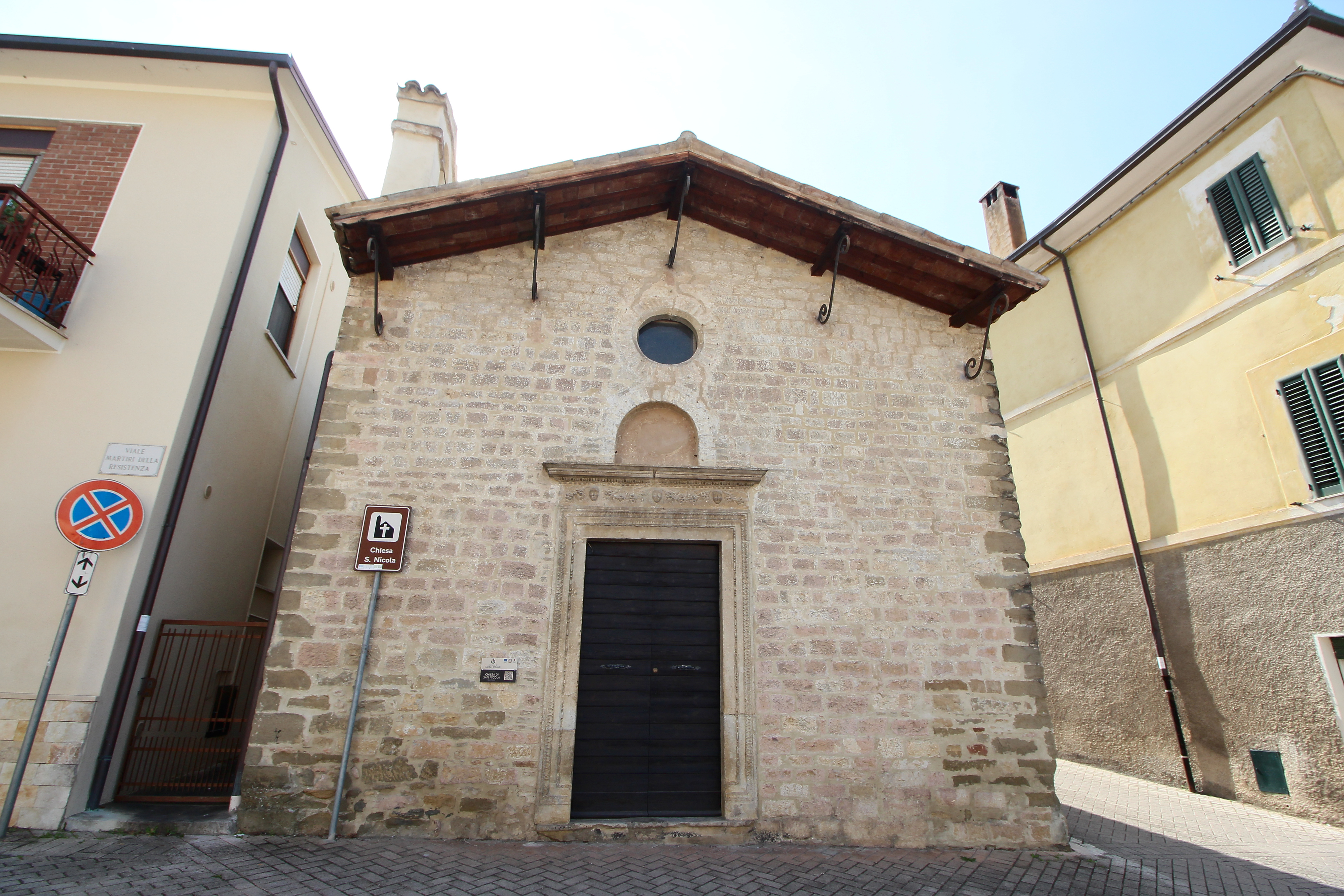
Die Kirche San Nicola im Ortskern
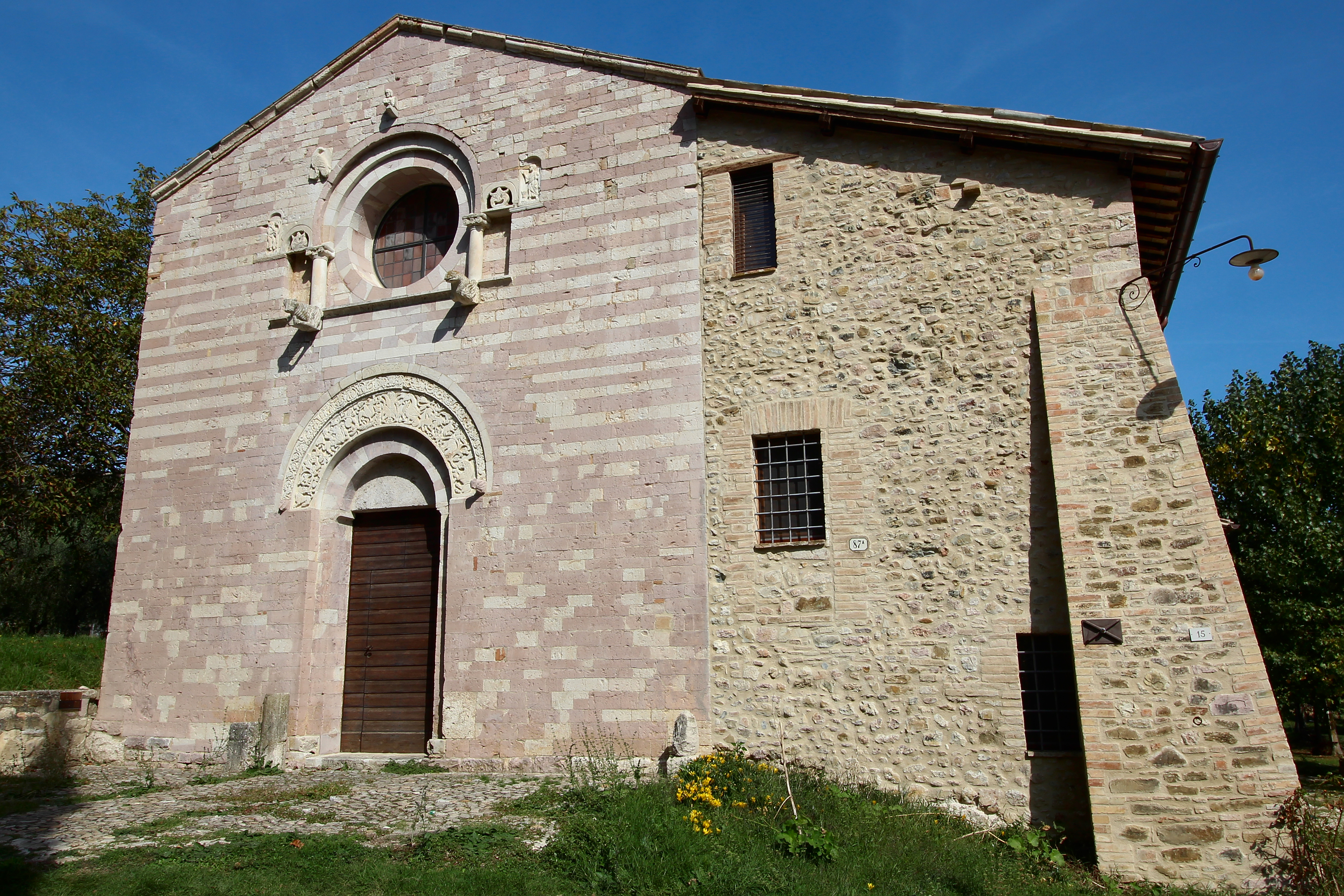
Die Pieve San Gregorio nördlich des Ortes
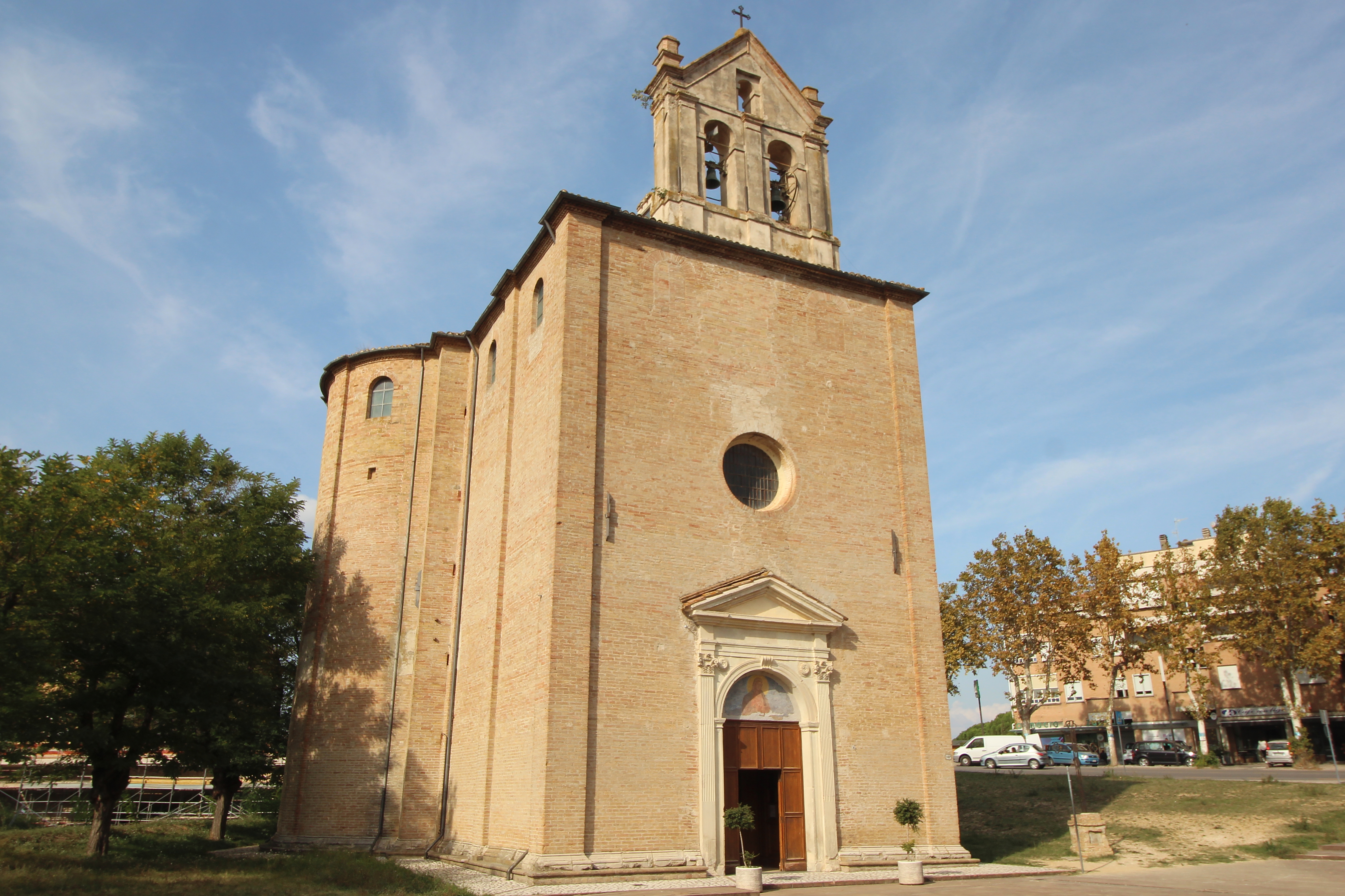
Die Kirche Madonna della Bruna im Ortsteil Bruna

## Gemeindepartnerschaften
Der Ort pflegt Gemeindepartnerschaften mit:
- Ijadabra, Libanonberg, Libanon[10]